# André Rienzo
André Albanez Rienzo (né le 5 juin 1988 à São Paulo, Brésil) est un lanceur droitier des Ligues majeures de baseball.
Membre de l'équipe du Brésil à la Classique mondiale de baseball 2013, Rienzo est le second joueur et le premier lanceur né au Brésil à évoluer dans les Ligues majeures.

## Carrière
Andre Rienzo signe son premier contrat professionnel en 2006 avec les White Sox de Chicago. 
Le 25 juillet 2013, Rienzo réussit pour les Knights de Charlotte, le club-école des White Sox dans la Ligue internationale, un match sans point ni coup sûr de 7 manches contre les Indians d'Indianapolis. Il réussit 11 retraits sur des prises dans cette rencontre limitée à 7 manches de jeu comme c'est la coutume lors des programmes doubles de ligues mineures.
Il fait ses débuts dans le baseball majeur comme lanceur partant des White Sox le 30 juillet 2013 : il retire sur des prises 6 joueurs des Indians de Cleveland à qui il n'accorde aucun point mérité en 7 manches, mais n'est pas impliqué dans la décision lorsque Chicago laisse filer la victoire en fin de partie. Rienzo devient le premier lanceur né au Brésil à jouer un match des Ligues majeures, et le deuxième brésilien après les débuts de Yan Gomes avec Toronto en 2012. Rienzo doit patienter jusqu'au 21 août suivant pour être le premier lanceur brésilien à remporter une victoire dans les majeures lorsque lui et son club triomphent sur les Royals à Kansas City.
En 10 départs en 2013, il remporte deux victoires, encaisse trois défaites et présente une moyenne de points mérités de 4,82 en 56 manches lancées.
Sa saison 2014 est plus difficile : il amorce 11 parties et fait 7 apparitions comme lanceur de relève et sa moyenne de points mérités s'élève à 6,82 en 64 manches et deux tiers de travail. Rienzo remporte 4 matchs et en perd 5 pour les Sox cette année-là.
Le 11 décembre 2014, Chicago échange Rienzo aux Marlins de Miami contre le releveur gaucher Dan Jennings. Il apparaît dans 14 matchs des Marlins en 2015.